# Ощадниця (округ Чадця)
Ощадниця (словац. Oščadnica) — село в окрузі Чадця Жилінського краю Словаччини. Станом на січень 2017 року в селі проживала 5641 людина.
Протікає річка Ощадниця.

## Населення
| Рік:            | 1994. | 2004.   | 2014.   | 2024.   |
| --------------- | ----- | ------- | ------- | ------- |
| Кількість осіб: | 5613  | 5699    | 5660    | 5807    |
| Різниця:        |       | +1,53 % | -0,68 % | +2,59 % |

| Рік:            | 2023. | 2024.   |
| --------------- | ----- | ------- |
| Кількість осіб: | 5755  | 5807    |
| Різниця:        |       | +0,90 % |